# ESTHER (cantant)
Esther Querol Forner (Vinaròs, 30 de setembre del 1998), coneguda artísticament com a ESTHER, és una cantautora valenciana. Es va donar a conéixer el 2021 amb el seu primer EP Les teues ales i la seua col·laboració amb La Fúmiga a la cançó «Hora blava».

## Biografia

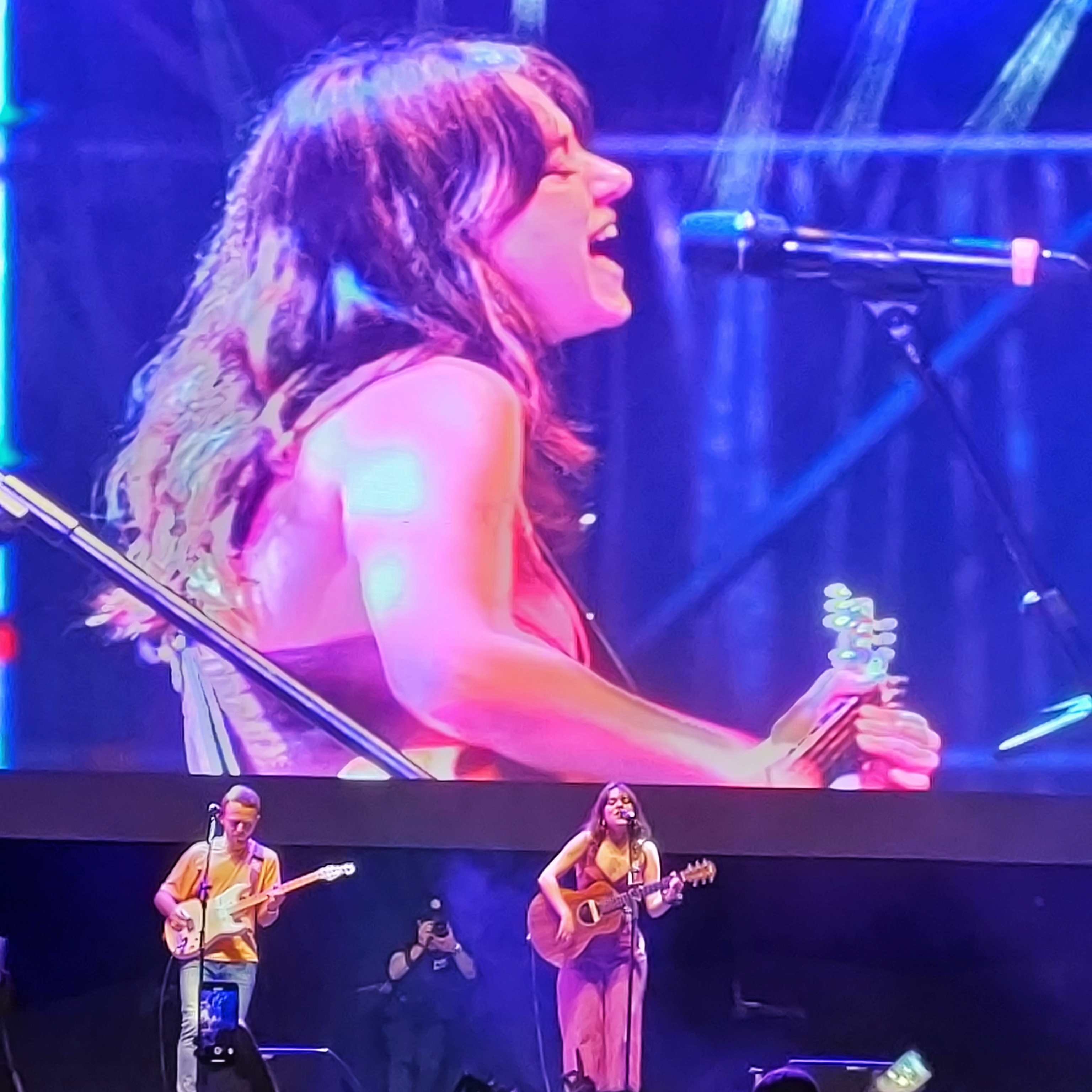
ESTHER al concert del 25 d'abril de 2023

Esther Querol Forner va nàixer a Vinaròs el 30 de setembre del 1998. Amb tres anys va veure la primera edició d'Operación Triunfo, que la va inspirar a voler dedicar-se a la música, així amb quatre anys els seus pares la van apuntar a classes de música a l'Escola de Música de Vinaròs. Va començar a tocar la viola i als 11 anys va prendre classes de cant i piano.
Va començar a publicar versions de cançons a Instagram i Youtube, i amb 17 anys va fer els seus primers concerts on interpretava les seues cançons originals a Vinaròs. Mentre estudiava Educació Social a la universitat va començar a tocar als carrers de València i presentar-se a càstings de concursos i programes de televisió, com Operación Triunfo. També ha fet teatre i dansa.
El 2018 va participar en un episodi del programa d'À Punt "Cantant al Cotxe", on va conéixer Àlex Blat, cantant del grup Tardor, gràcies a això, va col·laborar amb ell en la cançó oficial de la Federació Valenciana de Futbol del futbol femení "Valenta" el 2019 i va signar amb el segell discogràfic i agència de management, Primavera d'Hivern.
El 2021 va publicar el seu EP Les teues ales, que va finançar mitjançant un micromecenatge per Verkami. El mateix any va col·laborar en la cançó «Hora blava» de La Fúmiga del seu àlbum Fotosíntesi. Per Les teues ales va ser nominada als Premis Carles Santos de la Música Valenciana com a Millor artista revelació i als Premis Ovidi com a Millor artista revelació i Millor disseny.
El 2022 va interpretar amb La Fúmiga i Àlex Blat el tema oficial per promoure la pilota valenciana «Juguem amb el món». El desembre del mateix any va publicar el seu primer LP anomenat Les cartes que mai vaig cremar, amb col·laboracions d'Àlex Blat i Sandra Montfort.

## Influències
Les cançons d'Esther són molt íntimes i autobiogràfiques. Ha detallat que reflecteixen esdeveniments que envolten la seua vida i que l'han marcat, parlen sobre relacions amoroses i d'amistat, i li serveixen com una forma d'expressar el que sent en cada moment.
Entre les seues influències cita artistes molt diversos, com Judit Neddermann, Sofía Ellar, Nil Moliner, Suu, Amelie, Kodaline, Miley Cyrus, Demi Lovato, i els Arctic Monkeys. També ha declarat una gran admiració per Sandra Monfort, de Marala trio, a qui va conèixer als premis Carles Santos i amb qui va col·laborar en el seu primer àlbum de llarga durada.

## Discografia

### EP
| 1.            | «Massa tard»             | 02:31 |
| 2.            | «Vies paral·leles»       | 02:58 |
| 3.            | «Monstres»               | 03:55 |
| 4.            | «El teu llibre preferit» | 02:35 |
| Durada total: | Durada total:            | 12:01 |

### Àlbum
| 1.            | «Xiqueta del sol» (amb Àlex Blat)            | 03:09 |
| 2.            | «Dimecres»                                   | 03:05 |
| 3.            | «Respirar»                                   | 03:24 |
| 4.            | «Tinc una casa menuda» (amb Sandra Montfort) | 04:18 |
| 5.            | «Trens»                                      | 03:47 |
| 6.            | «Inevitable»                                 | 03:26 |
| 7.            | «Mar en calma»                               | 03:03 |
| 8.            | «L'espelma»                                  | 03:06 |
| 9.            | «Transversal»                                | 04:11 |
| Durada total: | Durada total:                                | 31:33 |